# Otto Grigoleit
Otto Grigoleit (* 10. November 1893 in Lichtenberg bei Berlin; † 5. Dezember 1965 in West-Berlin) war ein deutscher Politiker (DVP, FDP, CDU).

## Leben
Grigoleit trat 1914 in den preußischen Schuldienst in Woldenberg im Landkreis Friedeberg Nm. ein. Er wurde im Ersten Weltkrieg als Leutnant der Reserve mit dem Eisernen Kreuz I. Klasse dekoriert. Nach dem Krieg wurde er Lehrer im Bezirk Steglitz und trat 1920 der DVP bei. Bei der Wahl zur Stadtverordnetenversammlung von Groß-Berlin 1929 konnte Grigoleit ein Mandat in Steglitz erringen. 1932 wurde er als Rektor bei Mittelschulen in Steglitz, Lichterfelde und im Wedding. 1941 wurde er von der Wehrmacht eingezogen, aber 1944 als Hauptmann der Reserve entlassen.
Nach dem Zweiten Weltkrieg wurde Grigoleit vom Steglitzer Bezirksbürgermeister Paul Schwarz zum Hauptschulrat berufen. Nach der Konstituierung der Bezirksverordnetenversammlung im Bezirk Steglitz 1946 wurde Grigoleit zum Bezirksstadtrat für Volksbildung gewählt. Bei der Berliner Wahl 1948 trat er für die FDP an und wurde in die Stadtverordnetenversammlung gewählt. Auch bei der folgenden Wahl 1950 für das Abgeordnetenhaus von Berlin wurde er wiedergewählt und schied 1954 aus dem Parlament aus.
1958 wechselte Grigoleit von der FDP zur CDU über.